# 동티모르의 언어
동티모르의 언어는 오스트로네시아어족와 파푸아 제어 둘 다 포함한다.
2002년에 독립한 동티모르의 언어 상황은 역사적으로 매우 복잡한 상황에 놓여 있다. 여기는 동티모르에서 사용되는 4개의 언어에 대해 소개하는 문서이다. 또한 이것 이외에도 14~22개의 현지어가 동티모르에서 사용되고 있다.
- 테툼-딜리어: 동티모르 국내에서 널리 퍼져 있는 테툼-딜리어라는 언어가 사용되고 있다. 대체로 제2의, 제3의 언어로 사용된다고는 하지만, 수도인 딜리를 중심으로 테툼어를 제1의 언어로 사용하는 경우가 많아지고 있다. 하지만 교양어는 대부분 포르투갈어를 사용하고 있다.

- 포르투갈어: 동티모르를 1974년까지 통치하던 포르투갈의 언어로 지금도 공용어 가운데 하나에 속해 있다. 원래는 엘리트 층에서 사용되던 언어였다. 인도네시아의 지배 하에서는 교육에서 제외되었기 때문에 당시에는 교회 등에서만 사용되었다. 이 영향으로, 포르투갈어를 사용하지 않는 젊은 세대와 사용하는 나이든 세대에서 단절되어 있다. 인구의 2% ~ 5%가 포르투갈어를 사용한다고 하지만, 이것은 고령자와 親포르투갈파에 한해서다.

- 인도네시아어: 동티모르를 2002년까지 점령하고 통치했던 인도네시아의 언어였다. 대부분의 동티모르인들은 테툼어로 말하는 경우도 있으나, 인도네시아의 영향으로 인도네시아어를 능숙하게 구사할 줄 안다.

- 영어: 국제 단체나 NGO 관계자 등이 구사하는 사무용 언어의 역할을 하고 있다.

## 회자순 언어
| 언어             | 회자수  | 조사 연도 | 어족                   |
| ---------------- | ------- | --------- | ---------------------- |
| 테툼-딜리어      | 385,000 | 2009      | 오스트로아시아어족     |
| 맘바이어         | 131,000 | 2010)     | 오스트로아시아어족     |
| 마카사이어       | 102,000 | 2010      | 티모르알로르판타르어족 |
| 우압메토어       | 72,000  | 2011      | 오스트로아시아어족     |
| 테툼-테릭어      | 63,500  | 2010      | 오스트로아시아어족     |
| 케막어           | 62,000  | 2010      | 오스트로아시아어족     |
| 부낙어           | 55,000  | 2010      | 티모르알로르판타르어족 |
| 토코데데어       | 39,500  | 2010      | 오스트로아시아어족     |
| 파탈루쿠어       | 37,000  | 2010      | 티모르알로르판타르어족 |
| 와이모아어       | 18,400  | 2012      | 오스트로아시아어족     |
| 카이루이미디키어 | 15,000  | 2010      | 오스트로아시아어족     |
| 나우에티어       | 15,000  | 2010      | 오스트로아시아어족     |
| 이달라카어       | 13,500  | 2010      | 오스트로아시아어족     |
| 갈롤리어         | 13,000  | 2010      | 오스트로아시아어족     |
| 마칼레로어       | 6,500   | 2011      | 티모르알로르판타르어족 |
| 웨타르어         | 5,000   | 2010      | 오스트로아시아어족     |
| 라칼레이어       | 3,250   | 2010      | 오스트로아시아어족     |
| 하분어           | 2,700   | 2010      | 오스트로아시아어족     |
| 포르투갈어       | 600     | 2010      | 인도유럽어족           |
| 마쿠바어         | 56      | 2010      | 오스트로아시아어족     |

## 공용어로의 문제점
그런데 이 중에서 어느 언어를 공용어로 지정할 것인가가 문제로 남아 있다.
- 테툼-딜리어: 동티모르 고유의 언어로, 테툼어를 기초로 만들어졌다. 어휘의 상당수를 포르투갈어에서 차용했다. 교양어나 출판물에서 테툼어의 비중에 적다는 것을 생각하면 아직 실용화 단계에선 낮은 수치지만, 테툼-딜리어의 표준화 등의 여러 작업이 현재 진행되고 있다.

- 포르투갈어: 포르투갈령 시절이었을 때부터 공용어로서 사용되고 있다. 포르투갈이나 브라질 등 포르투갈어 사용 국가의 문화 교류에 사용하거나, 포르투갈어를 본국의 출판물이나 텔레비전 관련 프로그램 등에서 이용하는 경우가 많다. 하지만 포르투갈어를 모르는 대부분의 동티모르 국민들은 많은 불편을 겪는다. 동티모르의 주위에는 포르투갈어를 사용하는 나라가 없고(굳이 따지면 중국의 마카오 정도지만, 마카오에서도 포어는 사실상 드물게 사용되고 있다), 경제 촉진제로서의 역할은 매우 작다. 젊은 층 사이에서 재식민지화의 언어로 인식되어, 포르투갈인 교사가 교실에 들어가면 고등학생들이 교실에서 나가는 일이 계속 발생하고 있다.

- 인도네시아어: 티모르섬의 서쪽 절반이나 주위의 섬들에서 사용할 뿐만 아니라 말레이시아나 싱가포르, 브루나이에서도 사용되는 말레이어와 거의 비슷하고 실용적인 면에서는 최상의 언어이지만, 일찍이 해외를 거점으로 독립 운동을 주도한 현 정권의 지도층들을 중심으로 반감이 강하다.

- 영어: 어디까지나 NGO 관계자나 외국인과의 의사소통을 위한 언어이며 일상 생활에서 사용하는 언어는 아니다.

현재 포르투갈이나 브라질에서 포르투갈어 교사가 대규모로 동티모르로 파견되어 초등학교 등에서 포르투갈어를 가르치고 있다. 포르투갈어 사용자는 매우 소수로 여겨진다. 수백 년에 걸친 포르투갈의 억압 정치로 인해 전용어로는 다소 부적절하다고 할 수 있다.